# Mark Dubrulle
Mark Dubrulle, ook Marc Dubrulle (Gent, 26 januari 1943) is een Belgische milieudeskundige en consultant.

## Levensloop
Mark Dubrulle voer na zijn middelbare studies twee jaar op zee als cadet in de Belgische koopvaardij. Nadien studeerde hij sociale wetenschappen aan de Sociale School in zijn geboortestad (toen Katholiek Vormingscentrum voor Maatschappelijk Werk).
Hij begon zijn loopbaan in 1964 als accountexecutive bij het pr-bureau Beauchez, eerst in Den Haag, vervolgens in Brussel. Hij was jarenlang ook Secretaris van het Belgisch Centrum voor Public Relations / Centre Belge des Relations Publiques.
Vanaf de jaren zestig was hij actief in milieubescherming en was hij betrokken in milieumanagement, communicatiestrategie en Europese zaken. Hij is lid van de Club van Rome en voorzitter van de Club of Rome EU Chapter (CoR-EU) in Brussel). 
Sinds 1977 is hij bestuurslid van Ecoropa, een Europese groene denktank. Hij is voorzitter geweest van GreenFacts - Communicating Scientific Facts on Health and Environment - van 2005 tot 2009. Hij was medestichter van het Forum Europa van de Culturen ivzw, dat hij van 2004 tot 2010 voorzat.
Stichtend lid van de Belgische koepelorganisatie van natuur- en milieuverenigingen, was hij nationaal secretaris van de vzw Bond Beter Leefmilieu / Inter-environnement, van 1971 tot 1980. Deze actiegroep richtte hij mee op, samen met Michel Didisheim en een half dozijn vrienden. Hij was ook medestichter en van 1980 tot 1982 de eerste secretaris van de Vlaamse groene partij Agalev. Hij voerde in 1979 de eerste lijst aan van die partij voor de Europese verkiezingen, in een periode dat de electorale aanhang nog niet van aard was om een verkozene op te leveren.
In 1980 werd hij CEO van Hill and Knowlton International Belgium, leidinggevend op het gebied van pr/PA. In 1986 stichtte hij zijn eigen consultancybedrijf en werkte samen met verschillende partners. Van 1992 tot 1999 was hij CEO van EMSA Europe S.A., Environmental Management Strategies and Analysis, die hij mee oprichtte. Vervolgens was hij CEO van Dubrulle cvba., een coöperatief bedrijf, gespecialiseerd in onder meer milieuzaken en duurzame ontwikkeling.
Hij gaf gastcolleges aan universiteiten in België, Frankrijk, Italië en het Verenigd Koninkrijk. Hij was afgevaardigde voor België op de eerste conferentie georganiseerd door de Verenigde Naties over het Leefmilieu (Human Environment) in Stockholm (1972). Hij is Past President van de European Society for Environment and Development (ESED), en was lid van het Policy Committee of the International Council for Oil and the Environment (ICOE) in Edinburgh.
Hij was actief in heel wat federalistische bewegingen en denktanks: 
- Beweging voor de Verenigde Staten van Europa;
- Centre d’études pour les communes et les provinces/ Studiecentrum voor steden en gemeenten (Cecopro/Cegepro);
- Coudenberggroep;
- Front voor Unionistisch Federalisme/Front pour le fédéralisme d’Union;
- B Plus, waarvan hij een van de initiatiefnemers was.

In de jaren negentien zeventig en tachtig was hij raadgever voor het Centre Européen de la Culture in Genève, waar hij nauw samenwerkte met de Zwitserse filosoof en schrijver Denis de Rougemont.
Hij was ook nog:
- lid van het Nederlands-Vlaams Comité voor Buitenlands Cultureel Beleid;
- voorzitter voor de provincie Namen van de Orde van den Prince.

## Publicaties
Mark Dubrulle is de auteur van talrijke bijdragen en artikels over leefmilieu, communicatie, Europa en culturele identiteit.
Onder boekvorm zijn te vermelden:
- Future European Environmental Legislation and Subsidiarity (als editor), European Interuniversity Press – PIE, 1992.
- Régionalisme, Fédéralisme, Ecologisme: de nouvelles bases culturelles et économiques pour l'union de l'Europe, Presses Interuniversitaires européennes, 1995.
- Impasses et perspectives de l’écologie politique, Editions Cerès, Toulouse, 1997.
- Identités culturelles et citoyenneté européenne, P.I.E. Peter Lang AG, 2009.